# 小行星1007
小行星1007（1007 Pawlowia）是一颗围绕太阳公转的小行星。
該小行星以俄羅斯生理學家伊萬·巴甫洛夫命名。

## 参数
这颗小行星的绝对星等为11.5等，自转周期为8.23小时。